# Edward A. Radtke
Pour les articles homonymes, voir Radtke.
Edward A. Radtke (parfois Ed Radtke, né en 1962 à Washington) est un réalisateur de cinéma américain.
Il a obtenu 6 prix et deux nominations ainsi que le premier Queer Lion Award à la 64e Mostra de Venise.

## Filmographie
- The Speed of Life (2007), scénario et direction
- Aime ton père (2002) (en tant qu'Ed Radtke) (A Loving Father), scénario
- The Dream Catcher (en) (1999)
- Bottom Land (1992)